# Тодор Чукалев
Тодор Сотиров Чукалев e български общественик, деец на Македонската патриотична организация (МПО), дългогодишен касиер на нейния Централен комитет, активист на българо-македонската емиграция в Северна Америка.

## Биография
Роден е през 1908 г. в град Ресен, Османската империя, днешна Северна Македония, в семейство с четирима сина, като всички емигрират в Америка между 1920 и 1926 г. Чукалев е първи братовчед на Андрей Ляпчев, един от лидерите на Демократическия сговор. Семейството се замогва в Америка и братята стават активни деятели в МПО. Тодор е председател на МПО „Бащин край“ – Гранит Сити, и дългогодишен касиер на ЦК на МПО. Той е известен с щедрата си помощ към организацията и българските черкви около градовете Сейнт Луис и Гранит Сити. Той и старите активисти на МПО – Петър Ацев, Христо Низамов и Христо Анастасов, се опитват да смекчат агресивната политика на Иван Михайлов към МПО, но само влошават отношенията си с него. След критичния конгрес на МПО в гр. Чикаго през 1973 г. всички те прекъсват всякакви връзки с Михайлов и се оттеглят от активна дейност в МПО. Тодор Чукалев умира през 1991 г.